# 辛菲羅波爾塔夫里亞足球俱樂部
辛菲羅波爾塔夫里亞足球俱樂部（羅馬化：FK "Tavriia"）是烏克蘭的一家足球俱樂部。主場位於克里米亞辛菲羅波爾。參加烏克蘭足球超級聯賽的賽事。是克里米亞最成功的足球俱樂部。曾獲得過第一届烏克蘭足球超級聯賽的錦標。並且獲得2010年烏克蘭杯的冠軍。

## 外部連結
- Official website （页面存档备份，存于）